# Alfred Huet du Pavillon
Alfred Huet du Pavillon (Blain, gennaio 1829 – Frohsdorf, 1907) è stato un botanico francese.
Anche suo fratello Édouard Huet du Pavillon (1819-1908), con il quale collaborò spesso, fu un botanico.

## Biografia
Huet du Pavillon trascorse la sua infanzia in Svizzera e successivamente studiò Botanica sotto la guida del botanico Alphonse de Candolle. Dal 1852 al 1856 fu curatore dell'herbarium di de Candolle.
Negli anni 50 del XIX secolo intraprese una serie di spedizioni botaniche nei Pirenei, in Armenia, in Italia (incluse la Sicilia e la Sardegna). In Italia continentale e Sicilia era accompagnato dal fratello.
Con suo fratello, costituì un herbarium ricchissimo e produsse numerose serie di exsiccatae.

## Onorificenze
Nel 1856, Pierre Edmond Boissier descrisse il genere Huetia, chiamandolo così in onore dei fratelli Huet.

## Opere principali
- Description de quelques plantes nouvelles des Pyrénées, 1853.
- Edouard Huet du Pavillon, Alfred Huet du Pavillon, John Briquet, Notice biographique sur les botanistes Edouard et Alfred Huet du Pavillon, 1914.